# 鍛接
鍛接（たんせつ、英語：forge welding）は、金属を接合する接合法の一種。沸かし付けとも呼ばれ、英語では forge welding または Blacksmith welding と呼ばれる。2つの金属材料を加熱し、打撃または加圧して接合する方法。圧接の一種であり、材料は一般的には、溶融することなく、固相で接合される。

## 加工技術
2つの金属材料の接合面に硼砂等の鍛接材を塗して重ね、1000℃程まで加熱させ、鎚(つち)で打ったり圧力を加えるなどして一体化させる。このとき、素材の間に空気が入り込んで酸化皮膜が出来ると鍛接が難しいため、硼砂で皮膜を取り除くのと同時に新たなる皮膜の発生を抑制し、鍛接が容易に出来るようにしている。

## 製品例 鍛接鋼管
例えば、鍛接鋼管の製造法に、素材の帯状の鋼材（帯鋼）の全体を加熱して丸めて管状に巻き、純酸素ガスを合せ部の接合すべき面に吹付けることによって、酸化スケールを吹飛ばす。同時に酸素と鋼の反応熱による温度上昇を利用して圧接する方法がある。この方法は圧接部の盛上がりが少なく、切削加工が不要なため、高生産性と低コスト化に役立つ。接合部の組織も、母材部とほとんど差がなく、良好な接合性を示すが、熱間加工であるため、寸法精度、表面品質は電縫鋼管と比較するとやや劣る。

## 製品例 日本刀
刃物を製造する際に鋼を軟鉄に鍛接する技法（鋼付け・割り込みなど）が知られている。
沸かし付けという場合は、日本刀の鍛錬で、1300℃程に熱した素材の表面に藁灰と泥を付けて槌で叩き、まとめ上げる方法をさすこともある。